# Heterostropha
Heterostropha was een orde van de klasse slakken (Gastropoda). In de hedendaagse taxonomische indeling van de slakken wordt deze niet meer gebruikt.

## Indeling
- Orde Heterostropha (Fischer, 1885)
  - Familie Acteonidae (Orbigny, 1842)
  - Familie Amathinidae
  - Familie Architectonicidae (Gray, 1850)
  - Familie Cornirostridae
  - Familie Ebalidae
  - Familie Mathildidae (Dall, 1889)
  - Familie Omalogyridae (P. Fischer, 1885)
  - Familie Pyramidellidae (Gray, 1840)
  - Familie Rissoellidae (Gray, 1850)
  - Familie Valvatidae